# La Scia
La Scia est un sommet du massif de la Chartreuse situé sur la commune de Saint-Pierre-de-Chartreuse, dans le département français de l'Isère.

## Géologie
Ce sommet fait partie de l'anticlinal de Perquelin et coupe en deux la dépression centrale de la Chartreuse.

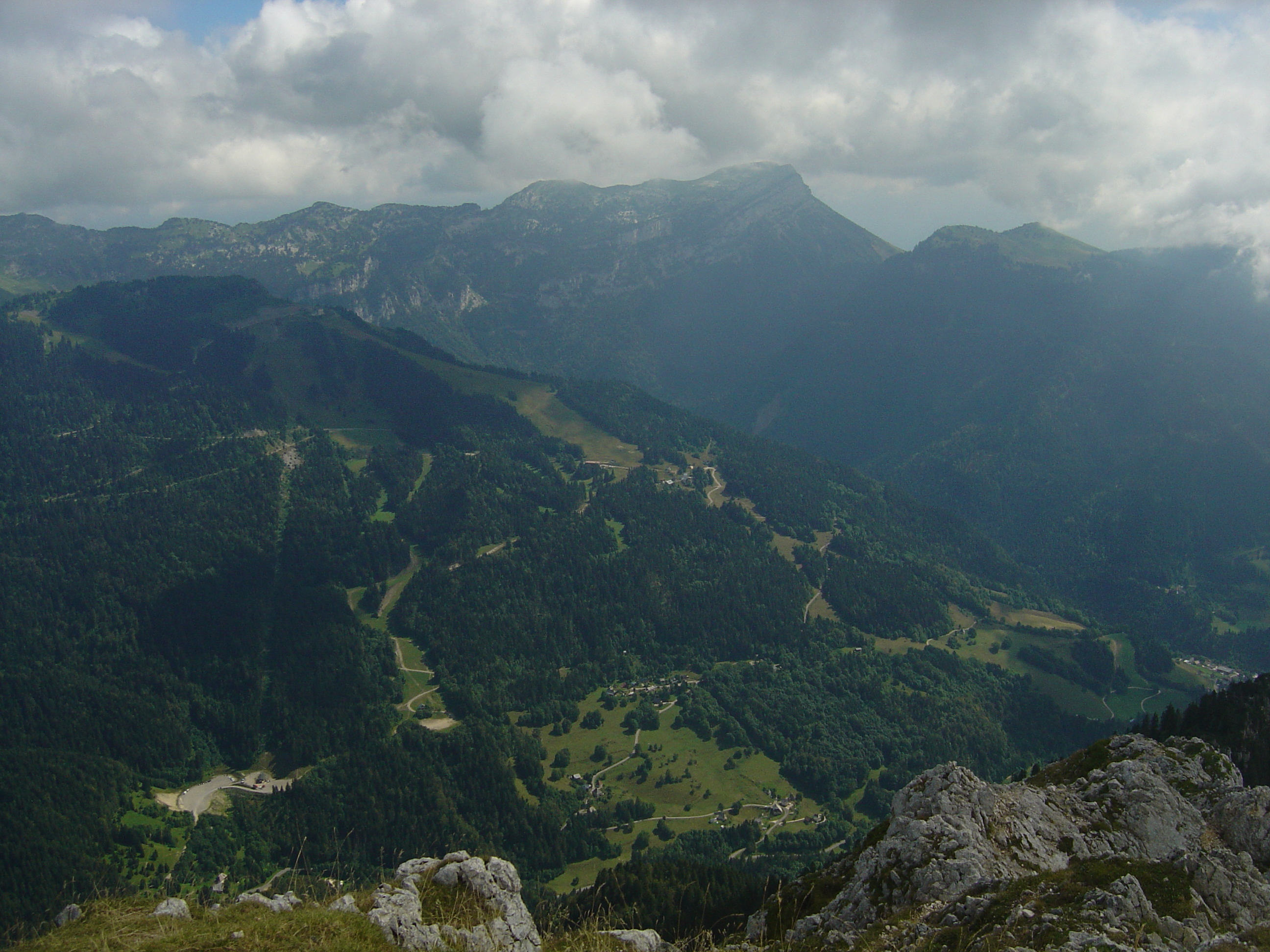
La Scia au premier plan à gauche vue depuis le Grand Som